# 全日本競歩能美大会
全日本競歩能美大会（ぜんにほんきょうほのみたいかい）は、毎年3月中旬に石川県能美市で開催される陸上競技競歩大会である。20km競歩の部はアジア20km競歩選手権大会（AAA20km競歩）と日本学生20km競歩選手権大会を兼ねて行われる。
2013年からIAAFワールドチャレンジ競歩に組み込まれた。

## 概要
第1回は1976年、合併前の根上町で9月の大会でスタートした（全日本競歩根上大会）。日本で唯一の男子30km競歩のレースがメインで、20km・50kmそれぞれの専門とする選手たちが競う、見ごたえのある大会であった。歴代優勝者にはその後の日本代表選手となる選手も数多い。1990年代以降は10月の高畠競歩の練習の一環として参加する選手も多かった。
30km競歩唯一の大会とあって、同種目の日本記録も何度も更新されている（なお、50km競歩での途中計時もフィニッシュすれば公認記録として扱われるが、現在の日本記録（2時間10分09秒・1996年原義美）は男子50km競歩の世界記録ペースに匹敵するため、今後30kmの大会が行なわれるか海外の大会に出場しない限りは、当分の間、日本記録として存在ことになると思われる）。
20㎞競歩のコンテストでは、2015年に鈴木雄介が、前週の3月8日にヨアン・ディニが8年ぶりに更新した世界記録・1時間17分02秒を30秒近く上回る1時間16分36秒のタイムをマークして優勝した。
また、1998年大会では女子の距離延長に伴う、日本で初めての女子20km競歩が行なわれた。
9月開催は2005年まで続いたが、全体的な参加選手の減少もあって2007年（2006年度）から3月開催となり種目も変更された。2008年、全日本競歩能美大会と改称。
コースは9月開催時は根上町青年の家前を発着点とする直線折り返しコースで、初期のころは15km、その後10km、5kmと短くなり、3月開催となってからは能美市役所前発着点の1周2kmの周回コースで行なわれている。
2007年から4月の全日本競歩輪島大会で20km競歩が行なわれなくなったため、同種目の主要国際競技会、日本代表選手選考会はこの大会が最終となる。
なお、2007年大会はレース中に能登半島地震が発生。震源地から離れていたため特に大きな被害は無く、競技は続行された。2020年は新型肺炎の感染拡大で、2024年は能登半島地震でアジア選手権としては中止。2024年度（2025年3月）以降は輪島大会休止のため日本選手権を兼ねる

## 競技種目
- 男子
  - アジア20km競歩選手権
  - 一般20km競歩
  - 学生20km競歩
  - 中学3km競歩
- 女子
  - アジア20km競歩選手権
  - 一般20km競歩
  - 学生20km競歩
  - 中学3km競歩

9月開催の時代には男子30km競歩、高校男子10km競歩、高校女子5km競歩、40歳以上男子10kmも行なわれていた。